# Tadeusz Trojanowski
Tadeusz Hipolit Trojanowski (ur. 1 stycznia 1933 w Straszowie, zm. 10 lutego 1997 w Warszawie) – polski zapaśnik, medalista olimpijski. Jako pierwszy polski zapaśnik zdobył medal olimpijski – brązowy w wadze koguciej (do 57 kg) na igrzyskach olimpijskich w Rzymie (1960).

## Życiorys
Urodził się 1 stycznia 1933 w Straszowie w województwie kieleckim. Jego rodzicami byli Hipolit (zginął w czasie wojny) oraz Józefa z d. Krawczyk. W 1952 ukończył Liceum Ogólnokształcące na warszawskich Bielanach, a w 1958 roku studia na stołecznej Akademii Wychowania Fizycznego z tytułem magistra WF.

## Kariera sportowa
W 1951 został zapaśnikiem AZS-AWF. Do podjęcia tej decyzji zainspirowały go obejrzane przypadkowo w lasku bielańskim pokazy walk zapaśniczych. Kilka dni później zapisał się do akademickiego klubu (AZS – AWF). W latach 1951–1954 startował w stylu klasycznym. Następnie zaczął specjalizować się w stylu wolnym. Startując w mistrzostwach polski siedmiokrotnie zdobył tytuł mistrza kraju: w wadze koguciej w 1954 i 1956 i piórkowej – 1957, 1958, 1961, 1965 i 1966.
Reprezentował warszawskie kluby. W latach 1951–1954 był zawodnikiem AZS-u, a w latach 1955–1966 reprezentował Gwardię Warszawa, gdzie sparował m.in. ze swoim trenerem Janem Żurawskim. W 1968 roku był zawodnikiem LZS Ołtarzew I stołecznego Drukarza.

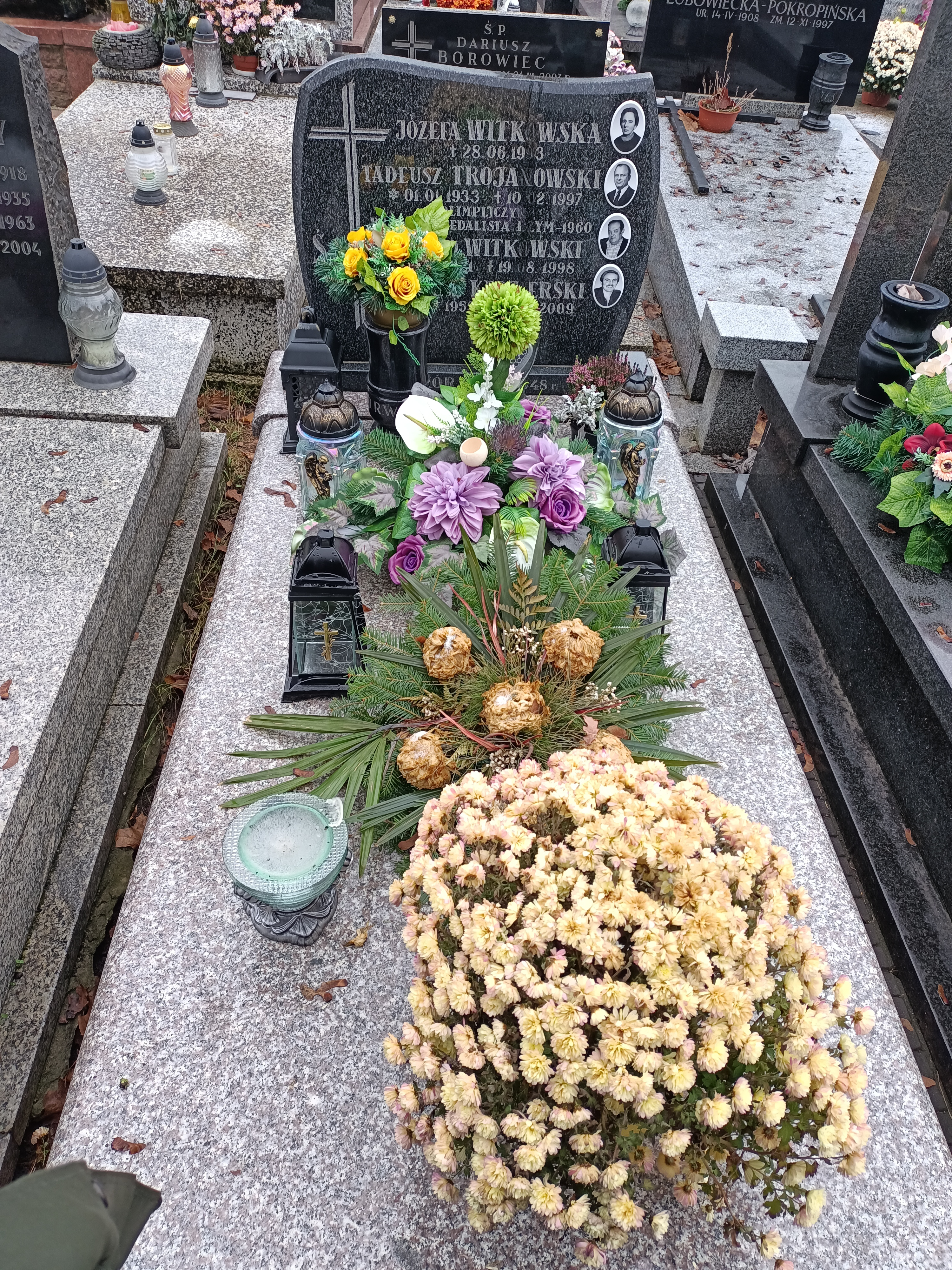
Grób Tadeusza Trojanowskiego na Cmentarzu Wilanowskim w Warszawie

Po zakończeniu kariery w latach 1977–1978 był szefem wyszkolenia Polskiego Związku Zapaśniczego. Był także trenerem i międzynarodowym sędzią. W latach 1979–1985 trenował zapaśników w Maroku. W 1994 roku był trenerem zapaśników Austrii. Został pochowany na Cmentarzu w Wilanowie. Sektor XI sekcja grobów dziecięcych alejka 3 między 5 a 10 do samego końca.

## Odznaczenia
- Medal za Wybitne Osiągnięcia Sportowe
- Złoty Krzyż Zasługi.